# Statio Tranquillitatis
Statio Tranquillitatis (in origine Tranquility Base) è il nome assegnato dall'astronauta statunitense Neil Armstrong al luogo di allunaggio del modulo lunare dell'Apollo 11, alle coordinate 0,8°N, 23,4° E sulla superficie della Luna. Il nome latino è stato in seguito approvato dall'Unione Astronomica Internazionale, a differenza di quanto avviene solitamente per i toponimi "non ufficiali" proposti da astronauti o astronomi delle agenzie spaziali.
La Statio Tranquillitatis è situata nella parte sudoccidentale del mare della Tranquillità, in prossimità del cratere Sabine e del cratere Ritter.

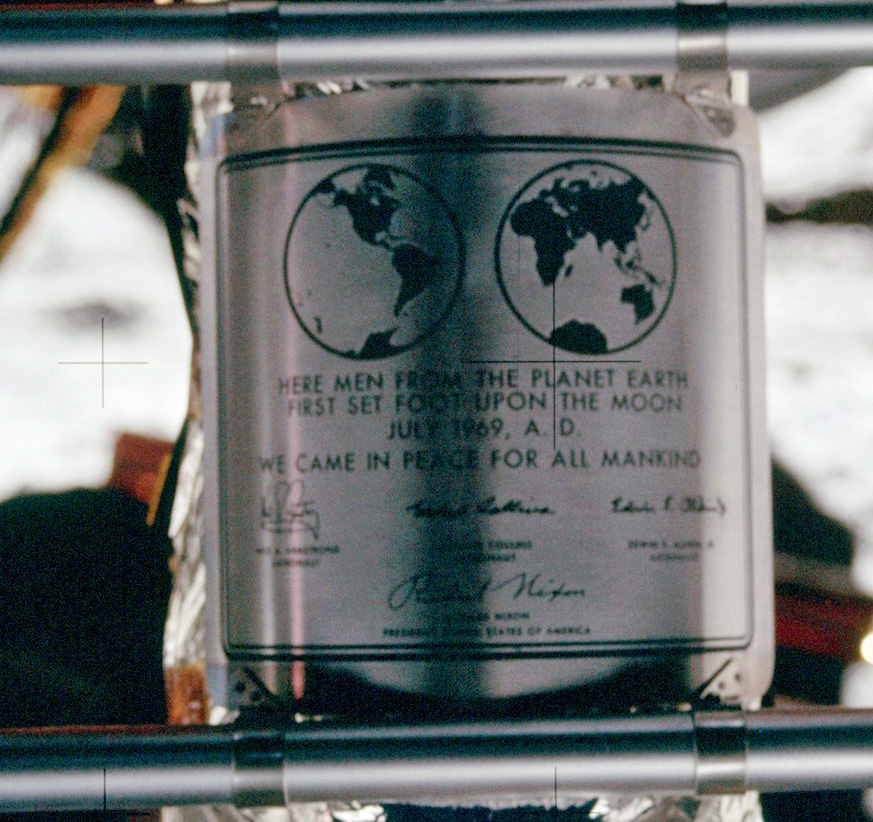
La placca depositata sul suolo lunare dagli astronauti dell'Apollo 11, che commemora la discesa dell'uomo sulla Luna